# Wojciech Mickunas
Wojciech Seweryn Mickunas (ur. 16 marca 1947 w Sompolnie) – polski jeździec i trener jeździectwa. 
Syn znanego w okresie międzywojennym jeźdźca, zawodowego oficera artylerii konnej, instruktora Centrum Wyszkolenia Kawalerii w Grudziądzu, szkoleniowca i teoretyka jeździectwa powojennego – Jana Mickunasa. Imiona otrzymał po przyjaciołach ojca, znanych jeźdźcach okresu międzywojennego: Wojciechu Bilińskim i Sewerynie Kuleszy. Zainteresowanie końmi odziedziczył po ojcu i jego dziadku po kądzieli, który hodował konie dla wojska w swoim majątku w pow. Pińczów.

## Edukacja jeździecka
Edukację jeździecką rozpoczął pod okiem ojca w wieku 13 lat w nieistniejącej już Stadninie Koni Chyszów, dzielnicy Tarnowa. Jan Mickunas objął tam posadę trenera w Zakładzie Koni Eksportowych, rezygnując uprzednio pod presją syna z pracy nauczyciela – dyrektora Szkoły Rolniczej.

## Kariera sportowa
Koronną dyscypliną Wojciecha Mickunasa jest wszechstronny konkurs konia wierzchowego, ale w swojej kilkunastoletniej przygodzie jeździeckiej startował także w skokach i ujeżdżeniu. Reprezentował barwy klubów LZS Chyszów, LKS Cwał Poznań, LZS Racot, CWKS Stara Miłosna, LKS „Hubertus” Biały Bór, LKS „Lumel” Drzonków. Od 1968 roku instruktor, a od 1972 trener jeździectwa. Trzykrotnie uczestniczył w Igrzyskach Olimpijskich w 1972 roku w Monachium, jako zawodnik; w 1988 roku w Seulu, jako trener – jego drużyna zajęła wtedy zespołowo IV miejsce; w 1992 w Barcelonie, jako członek międzynarodowej grupy ekspertów wspomagających komitet organizacyjny konkurencji WKKW. Start w Igrzyskach Olimpijskich spowodował zainteresowanie psychologią zwierząt, głównie koni, ponieważ koń, którego „awaryjnie” dosiadł zaledwie miesiąc przed Igrzyskami, okazał się koniem chorym psychicznie.

## Jeździectwo naturalne
Zainteresowanie dość szybko przerodziło się w pasję i wpłynęło na dalsze działania Wojciecha Mickunasa. Propagowanie hippiki opartej na zrozumieniu koni i szukaniu sposobów porozumiewania się z tymi zwierzętami, stało się jego sposobem na życie. Swoje przemyślenia prezentował przez 15 lat na łamach dwutygodnika Konie i Rumaki w rubryce „Trener Radzi”. Jest autorem książki o tym samym tytule. Od kilku lat współpracuje z wydawnictwem Galaktyka przy publikacji wartościowej literatury hipologicznej. Jest znany jako propagator idei jeździectwa naturalnego i wszystkiego, co prowadzi do poprawy sytuacji koni użytkowanych w rozmaity sposób przez ludzi. W różnych działaniach uczy jeźdźców i hodowców, jak porozumiewać się z końmi w sposób dający obu stronom szansę współistnienia we wzajemnym poszanowaniu i przyjaźni.
Autor filmu „Konie chcą nas rozumieć”, pomysłodawca oraz redaktor naczelny portalu edukacyjnego "Hipologia.pl". Prezes Stowarzyszenia "Pro Hipico Bono"